# Gary Washington
Gary Washington (* 12. Juli 1995, bürgerlich Alexander Giesbrecht) ist ein deutscher Rapper und Battle-Rap-Künstler aus Wertheim.

## Leben
Gisbrecht erlernte in seiner Jugend das Klavierspielen. Seine ersten Erfahrungen als Rapper sammelte er unter dem Künstlernamen Lil eXe gemeinsam mit seinem Schulfreund Dominik Amarell, der sich Big D nannte. Später wechselten Gisbrecht und Amarell ihre Künstlernamen. Aus Lil eXe wurde Nemphis, aus Big D wurde Drazor. Als Nemphis trat Giesbrecht im Jahr 2011 erstmals in die Welt des Online-Battleraps ein und beteiligte sich am Videobattleturnier 2011. Doch schon sein erstes Turnier ging in der ersten Vorrunde verloren. Nemphis schied aus und versuchte es im nächsten Jahr noch einmal beim Videobattleturnier 2012. Diesmal konnte er die erste Vorrunde überstehen, doch in Vorrunde 2 schied er abermals aus.
Bei seiner dritten Teilnahme am Videobattleturnier veränderte er seinen Stil und schuf die Figur des Gary Washington. Im Videobattleturnier 2013 konnte Gary Washington das 64tel-Finale erreichen. 2014 beschloss er am JuliensBlogBattle teilzunehmen, welches von Julien Sewering veranstaltet wird. Im Laufe des Turniers erlangte er Bekanntheit. Seine Videos wurden mehrere Millionen Mal abgerufen.
2015 war Gary Washington gemeinsam mit dem Rapper Der Asiate auf Tour.
2016 nahm Giesbrecht an der JuliensMusicCypher teil, bei welcher jeder Rapper einen Freetrack einreicht. Gary Washington konnte den Wettbewerb mit dem im Finale eingereichten Track „Wolkenkratzer“ gewinnen. Insbesondere gelang das aufgrund der hohen Zahl von 4122 Downloads für den Finaltrack, die Washington sogar die Platzierung in den offiziellen deutschen Charts (Platz 79) und den offiziellen österreichischen Charts (Platz 35) einbrachten.
Noch während die JuliensMusicCypher lief, brachte Gary Washington die EP Tape 24 heraus. Diese wurde jedoch kein kommerzieller Erfolg. In einem Review der Website Rap-N-Blues.com erhielt die EP eine schlechte Kritik.
Er gilt als einer der wenigen Battle-Rapper des JBBs bzw. JMCs, die im Anschluss eine musikalische Karriere aufrechterhalten konnten. So spielte er auf einigen gut besuchten Touren und seine Musikvideos erreichen zuverlässig mehrere hunderttausend und gelegentlich über eine Million Aufrufe.

## Stil
Charakteristisch für ihn waren für den Großteil seiner Karriere das Tragen einer weißen Brille und diverser Baseballcaps. Mit diesem Stil brach er zum ersten Mal 2021 in seinem Track „60 Bars (In Ya Face)“, in welchem er sich ohne Brille und Kopfbedeckung mit einer Kurzhaarfrisur zeigte.
Hauptmerkmal seines Rap-Stils ist eine auffällige Betonung und ein staccato ausgeführter Flow. Sein Rap-Stil wurde mit dem von Rappern wie Dupash und Lance Butters verglichen.

## Diskografie
| - 2016: Tape 24 - 2018: Thanks But Now It's My Turn - 2019: Black Carpet - 2020: Continue | - 2013: Spaceship - 2014: Fuck It Up - 2015: I Got No Problems (featuring John Dread) - 2015: Radisson - 2015: XXX - 2015: G Ey Are Why - 2016: Who The Fuck is This - 2016: Final Stage - 2016: Outer Space - 2016: Panamapapers / Na Dikka Neyy - 2016: Ready Set Go (featuring GReeeN) - 2016: Oval Office / Pass Out (featuring GReeeN) - 2017: Wolkenkratzer (featuring GReeeN) - 2017: Daddy - 2018: OHJA (featuring GReeeN) - 2018: Bleib daheim - 2018: High Definition - 2018: Garyland - 2019: Give It To Me - 2019: Attraktiv - 2019: Fuck That - 2019: Black Carpet - 2019: Bulletproofed - 2020: Was Wäre Wenn - 2020: Bodyshots - 2020: Bad Bitch - 2020: Spicy/Mamacita - 2020: MuFi - 2020: Is okay - 2020: Down - 2021: Prolog - 2021: 60 Bars *In Ya Face* - 2021: Keiner der rappt so wie ich - 2021: Rude | - 2019: Dynamite auf World Diggson von Johnny Diggson - 2021: Coeur de la Nuit auf Maverick LP von Michael Draz - 2021: Sorry auf Wut stoppen von Deamon - 2022: Lösegeld auf Mr. Diggson von Johnny Diggson |